# Konurbation
Konurbation er bysammenvoksning af flere byområder, som vokser sammen ved befolkningsvækst og på den måde er blevet til et større sammenhængede bebygget byområde. Ordet er en nydannelse af Patrick Geddes.

## Reference
1. ↑    - CASA News: Patrick Geddes and the Digtial Age Arkiveret 8. juli 2007 hos  Wayback Machine

- Conurbation på Websters Online Dictionary